# Juliana FitzGerald
Juliana FitzGerald, señora de Thomond (12 de abril de 1266 - 29 de septiembre de 1300) fue una noble normando-irlandesa, hija de Maurice FitzGerald, III señor de Offaly, y esposa de Thomas de Clare, señor de Thomond, un poderoso barón anglonormando en Irlanda, hermano menor de Gilbert de Clare, VI conde de Hertford. Después de enviudar contrajo otros dos matrimonios. A veces se la menciona como Juliane FitzMaurice.

## Primeros años y familia
Juliana FitzMaurice nació el 12 de abril de 1266 en Dublín, Irlanda, como hija mayor de Maurice FitzGerald, III señor de Offaly, justiciar de Irlanda y Maud de Prendergast. Tuvo una hermana, Amabel, casada pero sin descendencia. Era prima de John FitzGerald, I conde de Kildare. Sus abuelos paternos fueron Maurice FitzGerald, II señor de Offaly y Juliana, y sus abuelos maternos fueron Sir Gerald de Prendergast de Beauvoir y una hija de Richard Mór de Burgh, señor de Connacht y Egidia de Lacy. Sus ancestros maternos incluyen a Brian Boru, Dermot McMurrough, y Maud de Braose.
El padre de Juliana, Maurice FitzGerald, se casó en dos ocasiones, primero con Maud de Prendergast y más tarde con Emmeline Longespée. Ha existido un debate sobre cuál de estas es la madre de Juliana. Sin embargo, Emmeline Longespée no mencionó a Juliana como heredera a su muerte; y de hecho su heredera fue su sobrina, Maud la Zouche, esposa de Robert la Zouche, I señor de Holland. Por ello se ha concluido por prestigiosos investigadores que Juliana era hija de Maud de Prendergast. Los que apoyan la maternidad de Emmeline Longespée aún no han encontrado ninguna evidencia determinante.

## Matrimonios y descendientes
En 1278, con doce años, se casó con Thomas de Clare, señor de Inchiquin y Youghal, segundo hijo de Richard de Clare, V conde de Hertford, II conde de Gloucester y Maud de Lacy. Thomas era amigo de Eduardo I de Inglaterra, con quien fue a las cruzadas. El ocupó cargos importantes como el de gobernador del castillo de Colchester (1266), y gobernador de la ciudad de Londres (1273). También fue comandante en Munster, Irlanda, y el 26 de enero de 1276, se le otorgó Thomond. Nació en 1245, siendo ocho años mayor que Juliana. Durante el matrimonio, la pareja vivió en Irlanda e Inglaterra. Se registra que el 5 de mayo de 1284, el rey Eduardo notificó a sus alguaciles y señores en Irlanda que actuasen en nombre de Thomas y Juliana, ya que estaban en Inglaterra. Esta situación se mantuvo durante tres años, excepto durante su estancia de Irlanda.
Thomas y Juliana tuvieron cuatro hijos:
- Maud de Clare (c. 1276–1326/27), casada el 3 de noviembre de 1295 con Robert de Clifford, I Barón de Clifford, con quien tuvo descendencia; y más tarde, casada en 1314 Robert de Welle.
- Gilbert de Clare, señor de Thomond (3 de febrero de 1281–1308)
- Richard de Clare, mayordomo del Bosque de Essex, I señor de Clare, señor de Thomond (después de 1281 – 10 de mayo de 1318 en la Batalla de Dysert O'Dea), casado con una mujer de nombre Joan, madre de su hijo Thomas.
- Margaret de Clare (c. 1 de abril de 1287 – 22 de octubre de 1333), casado en 1303 con Gilbert de Umfraville; y casada por segunda vez antes del 30 de junio de 1308 Bartholomew de Badlesmere, I señor de Badlesmere, con quien tuvo cuatro hijas y un hijo.

La época de Juliana estuvo marcada por las tensiones y los conflictos dentro del Clan O'Brien. En 1277, el marido de Juliana decapitó por traición a su antiguo aliado, Brian Ruad, el desposeído rey de Thomond, en Bunratty.
Thomas murió el 29 de agosto de 1287, enviudando Juliana con veinticuatro años y cuatro hijos; la menor, Margaret, no alcanzaba los cinco meses. Se casó en una fecha desconocida con Nicholas Avenel. Debió morir antes del 11 de diciembre de 1291/16 de febrero de 1292, ya que es la fecha en que Juliana se casó con su tercer marido, Adam de Cretynges.

## Muerte y legado
Juliana murió el 24 de septiembre de 1300. Sus numerosos descendientes incluyen a Ralph Neville, conde de Westmorland quien se casó con Lady Joan Beaufort, y de quienes descendía el rey Eduardo IV de Inglaterra. A través de la hija de este, Isabel de York, consorte de Enrique VII, es antepasada de todos los siguientes reyes de Inglaterra y por tanto de la actual Familia Real Británica. También son descendientes de ella cuatro esposas de Enrique VIII: Ana Bolena, Juana Seymour, Catalina Howard, y Catalina Parr.